# Siobhán Cullen
Siobhán Cullen, född 1990, är en irländsk skådespelare.
Cullen har bland annat medverkat i TV-serierna The Dry, Obituary och Bodkin.

## Filmografi (i urval)
- 2022 – The Dry (TV-serie)
- 2023 – Obituary (TV-serie)
- 2024 – Bodkin (TV-serie)